# Lincoln Child
Lincoln Child (1957) is een Amerikaans auteur van techno-thrillers, sciencefiction- en horrorromans.
Child schrijft het merendeel van zijn romans samen met auteur Douglas Preston.

### Met Douglas Preston

#### Pendergast-reeks
- De vloek van het oerwoud (Relic), Luitingh-Sijthoff, 1995 (ook als The relic, Luitingh-Sijthoff, 1997)
- De onderwereld (Reliquary), Luitingh-Sijthoff, 1997
- De gruwelkamer (The Cabinet of Curiosities), Luitingh-Sijthoff, 2002
- Kraaienvoer (Still Life with Crows), Luitingh-Sijthoff, 2003
- De Diogenestrilogie
  - Hellevuur (Brimstone), Luitingh-Sijthoff, 2004
  - Dans des doods (Dance of Death), Luitingh-Sijthoff, 2005
  - Dodenboek (The Book of the Dead), Luitingh-Sijthoff, 2006
- Het helse rad (The Wheel of Darkness), Luitingh-Sijthoff, 2008
- Duel met de dood (Cemetery Dance), Luitingh-Sijthoff, 2009
- De Helentrilogie
  - Koortsdroom (Fever Dream), Luitingh-Sijthoff, 2011
  - Weerwraak (Cold Vengeance), Luitingh-Sijthoff, 2011
  - Twee graven (Two graves), Luitingh-Sijthoff, 2012
- Wit vuur (White fire), Luitingh-Sijthoff, 2013
- Het blauwe labyrint (Blue Labyrinth), Luitingh-Sijthoff, 2014
- Scharlaken kust (Crimson shore), Luitingh-Sijthoff, 2016
- De verborgen kamer (The obsidian chamber), Luitingh-Sijthoff, 2017
- Stad van de eeuwige nacht (City of endless night), Luitingh-Sijthoff, 2018
- Dichtregels voor de doden (Verses for the dead), Luitingh-Sijthoff, 2019
- Gevaarlijke stroming (Crooked River), Luitingh-Sijthoff, 2020 - Nog niet verschenen

#### Gideon-reeks
- Gideons wraak (Gideon's sword) Luitingh-Sijthoff, 2011
- Gideons strijd (Gideon's corpse) Luitingh-Sijthoff, 2012
- Het verdwenen eiland (The lost island) Luitingh-Sijthoff, 2014
- Over de ijsgrens (Beyond the ice limit) Luitingh-Sijthoff, 2017
- De Egyptische sleutel (The pharaoh key) Luitingh-Sijthoff, 2018

#### Overige
- Virus (Mount Dragon), Luitingh-Sijthoff, 1996
- Dodelijk tij (Riptide), Luitingh-Sijthoff, 1999
- De verloren stad (Thunderhead), Luitingh-Sijthoff, 2000
- IJsgrens (The Ice Limit), Luitingh-Sijthoff, 2001